# Rock River
Rock River é uma cidade  localizada no estado norte-americano de Wyoming, no Condado de Albany.

## Demografia
Segundo o censo norte-americano de 2000, a sua população era de 235 habitantes.
Em 2006, foi estimada uma população de 202, um decréscimo de 33 (-14.0%).

## Geografia
De acordo com o United States Census Bureau tem uma área de
6,1 km², dos quais 6,1 km² cobertos por terra e 0,0 km² cobertos por água. Rock River localiza-se a aproximadamente 2157 m acima do nível do mar.

## Localidades na vizinhança
O diagrama seguinte representa as localidades num raio de 72 km ao redor de Rock River.